# Diplotaxis decima
Diplotaxis decima är en skalbaggsart som beskrevs av Patricia Vaurie och Mont A. Cazier 1955. Diplotaxis decima ingår i släktet Diplotaxis och familjen Melolonthidae. Inga underarter finns listade i Catalogue of Life.